# بطولة الأندية العربية لأبطال الدوري 1986
بطولة الأندية العربية الرابعة ابطال الدوري 1986 هي بطولة عربية لأندية أبطال الدوري أقيمت في نوفمبر من العام 1986 على الملعب الأولمبي بالمنزه في تونس بمشاركة 5 أندية، وهي الرشيد العراقي والترجي التونسي والهلال السعودي والجيش السوري والعربي الكويتي وفاز نادي الرشيد بقيادة المدرب نصرت ناصر حسين بلقب البطولة للمرة الثانية على التوالي بعد أن جمع ثمانية نقاط من أربع انتصارات بدون أي خسارة، تلاه الترجي التونسي بخمسة نقاط بينما حلّ الهلال السعودي ثالثا بأربعة نقاط وحل العربي الكويتي رابعا بثلاثة نقاط وجاء الجيش السوري في المرتبة الأخيرة الخامسة من دون نقاط بعد أن خسر في جميع مبارياته.